# 아시하라초역
아시하라초역(일본어: 芦原町駅, あしはらちょうえき)은 일본 오사카부 오사카시 나니와구에 있는 난카이 전기철도 고야 선(시오미바시 선)의 역이다. 역 번호는 NK06-4이다.

## 역 구조
상대식 승강장 2면 2선의 지상역으로 원격 관리를 받은 무인역이다.
역사는 기시노사토다마데 방면 승강장의 기시노사토다마데 방향에 있고, 시오미바시 승강장에서는 구내 건널목을 건널 필요가 있다. 승강장 번호는 설정되지 않았다.
자동 개찰구와 승차역 증명증기가 설치되어 있다. 화장실은 개찰 내에 있는 남녀별 수세식이다.

### 승강장
| 역사측 | 고야 선(시오미바시 선 하행) | 기시노사토다마데 행 |
| 반대측 | 고야 선(시오미바시 선 상행) | 시오미바시 행       |

## 역 주변
역 남동쪽으로 약 200m 거리에 오사카 환상선의 아시하라바시역이 있다. 역 주변에는 공영 주택이 즐비하고 있다. 남서쪽에는 아시하라 자동차 교습소와 오사카 부립 아시하라 고등 직업 기술 전문학교가 있다.
- 오사카 시립 사카에 초등학교
- 나니와 제5어린이집
- 아시하라 공원
- 오사카 부립 아시하라 고등 직업 기술 전문학교
- 아시하라 자동차 교습소
- 오사카 환상선 아시하라바시역
- 도요 지업 본사
- 한신 고속 15호 사카이 선 아시하라 출구
- A'워크 창조관

## 역사
- 1912년 11월 15일: 고야 등산 철도의 시오미바시 ~ 기즈가와 구간에 임시역으로 설치.
- 1914년 10월 21일: 일반역으로 격상.
- 1915년 4월 30일: 회사명 변경에 의하여 오사카 고야철도 역이 됨과 동시에 여성 역장이 취임.
- 1922년 9월 6일: 회사 합병으로 난카이 철도 역이 됨.
- 1944년 6월 1일: 회사 합병으로 긴키 닛폰 철도의 역이 됨.
- 1947년 6월 1일: 노선 양도로 인하여 난카이 전기철도의 역이 됨.
- 2005년 10월 16일: 원격 관리 시스템의 완성 및 도입으로 완전 무인화.

## 인접역
| 난카이 전기철도 고야 선(시오미바시 선) | 난카이 전기철도 고야 선(시오미바시 선) | 난카이 전기철도 고야 선(시오미바시 선) |
| -------------------------------------- | -------------------------------------- | -------------------------------------- |
| NK06-5 시오미바시 시오미바시 방면      |                                        | 기즈가와 NK06-3 기시노사토다마데 방면  |